# Emilia Malessa
Emilia Malessa, née Izdebska ou sous les noms de guerre de Marcysia, Miłasza ou Maniuta (née le 26 février 1909 à Rostov Veliki, décédée le 5 juin 1949 à Varsovie), est une soldate polonaise, membre de l’Armia Krajow avec le rang de capitaine. Participant à l'Insurrection de Varsovie, membre de l'organisation anti-communiste clandestine Liberté et Independance (WiN) et cavalière de l'Ordre de Virtuti Militari. 

## Jeunesse
Malessa est née dans l'Empire russe, fille de Władysław Izdebski, avocat et militant indépendantiste et de Marii née Krukowska, militante sociale. Ses grands-parents, membre du révolution russe de 1905, sont déportés en Sibérie. De retour en Pologne, elle étudie dans une école de commerce à Łuck en 1924. Elle travaille ensuite au bureau principal des statistiques à Varsovie et déménage ensuite à Gdynia. En 1935, elle épouse Wojciech Malessa, mais divorce deux ans plus tard. 

## Seconde Guerre mondiale
Après l'invasion allemande de la Pologne, elle se porte volontaire pour le service auxiliaire féminin polonais et prend part à la campagne de Pologne. Elle est chauffeuse et organisatrice logistique pour la distribution de fournitures et d'hôpitaux de campagne pour la 19e division d'infanterie polonaise. 
À la mi-octobre, elle rejoint les organisations clandestines Service pour la victoire en Pologne (SZP) et la Związek Walki Zbrojnej (ZWZ), et plus tard de l'Armia Krajowa (AK). Jusqu'à la fin de l'occupation allemande, elle est cheffe de la cellule de communication "Zagroda" rattachée au quartier général de l'AK. En 1943, elle se remarie avec Jan Piwnik (Ponury), l'un des Cichociemni et un célèbre chef de anti-nazi. 
Malessa prend part au soulèvement de Varsovie avant de s'échapper d'un convoi de prisonniers transportés vers les camps de travail en Allemagne. Elle part alors pour Cracovie où elle prend part à l'opération qui amène le courrier Jan Nowak de Grande-Bretagne en Pologne. Pour son implication, elle reçoit l'Ordre militaire de Virtuti Militari. 

## Activités anticommunistes
Après la dissolution de l'armée nationale en janvier 1945, Malessa rejoint l'organisation de résistance anticommuniste NIE puis le comité de direction d'un autre mouvement anticommuniste, Liberté et Independance (WiN). À la fin de 1945, elle exprime le désir de quitter l'organisation. Alors qu'elle est en train d'être officiellement libérée, elle est arrêtée par la police secrète communiste (UB), qui a réussi à pénétrer dans les rangs de l'organisation. 
Au cours des interrogatoires qui suivent son arrestation, elle fait confiance à la parole d'honneur donnée par le chef de l'UB, Józef Różański,qui lui affirme que si elle révèle le commandement et la structure de WiN, aucune des personnes mentionnaient ne seront arrêtés,. Avec la permission de ses commandants, le colonel Jan Rzepecki et le colonel  Antoni Sanojcy qui ont également cru en la bonne foi de Różański, elle remet à l'UB les noms des membres et des commandants de l'organisation. Ils sont rapidement arrêtés et Malessa, qui est toujours en prison, entame une grève de la faim pour protester contre le non-respect des promesses. Le 14 février 1947, elle est condamnée à deux ans d'emprisonnement. Quelques jours plus tard, elle est "graciée" par le président de la Pologne communiste, Bolesław Bierut, et libérée. Elle poursuit sa grève de la faim devant les murs de la prison de Mokotów où ceux qu'elle a nommés sont emprisonnés,. 
Elle a écrit des lettres à Bierut, au ministre de la Sécurité, à Stanisław Radkiewicz (en), et à Różański. Ses efforts sont infructueux ; de plus en plus de soldats de WiN sont arrêtés et condamnés à de longues peines de prison ou à la peine capitale. 
Sous le charme des restes des groupes clandestins anticommunistes et pleine de culpabilité, Emilia Malessa se suicide le 5 juin 1949. Elle est enterrée au cimetière Brodnowski à Varsovie. 
Le 19 septembre 2005, son corps est exhumé et après une messe, l'urne avec ses restes est inhumée au cimetière militaire de Powązki. 

## Hommages
- Le film World of Honor réalisé par Krzysztof Zaleski avec Maria Pakulnis en 2006 raconte son parcours[4].